# Vályi Vanda
Vályi Vanda (Eger, 1999. augusztus 13. –) olimpiai- és Európa-bajnoki bronzérmes, világbajnoki ezüstérmes magyar válogatott vízilabdázó.

## Sportpályafutása
Egerben kezdett vízilabdázni. 2014-ben igazolt Dunaújvárosba. Klubjával 2018-ban LEN-kupát (betegsége miatt nem szerepelt a döntőben) és európai szuperkupát nyert.
2015-ben a bakui Európa-játékokon ötödik volt. 2016-ban az U19-es Eb-n hatodik, az U18-as vb-n nyolcadik lett. 2017-ben hatodik helyezést ért el a junior vb-n. A 2018-as junior Eb-n negyedik lett.
A felnőtt válogatottban 2015-ben mutatkozott be. 2019-ben tagja volt a világbajnokságon negyedik helyezést elért válogatottnak. 2020-ban Eb bronzérmet szerzett. 2020 nyarán az FTC-be igazolt. Tagja volt a 2021-re halasztott tokiói olimpián bronzérmet szerző válogatottnak.
Tagja volt a magyar női vízilabda-válogatott keretének a 2022-es, hazai rendezésű vizes világbajnokságon. Végül a torna döntőjében az amerikai válogatottól 9-7-re vereséget szenvedett az együttes, így ezüstérmet szereztek Bíró Attila vezetése alatt. 2022 nyarán az olasz Plebiscito Padova játékosa lett. 2023-tól ismét a Ferencvárosban szerepelt. Az olimpia után bejelentette, hogy egy vállműtét miatt a következő szezon első felét kihagyja. 2024 december elején kezdte meg a vizes edzéseket, majd január végétől mérkőzésen is szerepelt.

## Sikerei
Olimpiai játékok
- bronzérmes: 2021

Világbajnokság
- ezüstérmes: 2022, 2024, 2025

Európa-bajnokság
- bronzérmes: 2020
- 5. hely: 2022

Magyar bajnokság
- aranyérmes: 2025
- ezüstérmes: 2016, 2018, 2019, 2024
- bronzérmes: 2014, 2015, 2017, 2021, 2022

Magyar kupa
- győztes: 2019

## Díjai
- Magyar Arany Érdemkereszt (2021)[10]